# Frank Ricci
Francesco Ricci, detto Frank (Corridonia, 27 giugno 1985), è un musicista italiano.

## Biografia
La carriera di Francesco in arte "Frank" Ricci inizia nell'ottobre del 2008, quando è in tour e in studio di registrazione con Kee Marcello, chitarrista degli Europe, il quale registra un assolo di chitarra in uno dei brani di Frank, "Big Surprise". Il brano, in seguito, diventa la quinta traccia del suo primo album.
Nel dicembre del 2008 collabora dal vivo e in studio di registrazione con Andrea Braido, il quale registrerà basso e chitarra in un altro brano di Frank, intitolato "City on the lake", altra traccia presente nel suo primo album.
Nel 2010 fonda "Frank Ricci Group",  insieme al quale accompagna Steve Lukather dei Toto nel suo tour italiano. Insieme al basso di Antonio "Rigo" Righetti, apre tutti i concerti della star americana. Le città coinvolte sono Brescia, Pisa, Treviso, Milano, Roma.
Nel 2011 suona in tutta Italia con Antonio Righetti.
Nel settembre del 2013 esce il suo primo disco solista, "A Big Dream", prodotto dalla Cimbarecord di Alessandro Galassi.
Nel 2014 presenta il suo primo album al San Severino Blues insieme a Stuart Hamm, bassista di Joe Satriani e Steve Vai. 
La collaborazione con il musicista californiano proseguirà anche in studio di registrazione.
Nel giugno del 2015 inizia la collaborazione con Tony Esposito, insieme al quale Frank suona dal vivo e registra il suo secondo album "A Big Dream II"; Esposito, con le sue percussioni, è presente in tre brani: "Outsideworld", "Senza Titolo n°2", e la nuova versione di "City on the Lake".
Nel luglio dello stesso anno duetta con Robben Ford in occasione della XXIV edizione del San Severino Blues Festival.
Nel 2016 è in tour con Alphonso Johnson, ex bassista di Carlos Santana e dei Weather Report. Il tour parte da Modena per poi passare a Matelica, Pescina, Teramo, Roma, Salerno, Terni, Taranto, e si conclude a Napoli.
Nel febbraio del 2017 è nuovamente in tour con Alphonso Johnson. Alla batteria si aggiunge Chester Thompson, batterista dei Genesis. Il tour è europeo, inizia da Atene e termina a Roma passando per il Blue Note di Milano, il Bergkeller di Reichenbach, in Germania, e in molte altre città. Il trio esegue brani tratti dalle proprie discografie e "Follow you, follow me" dei Genesis.
Nell'aprile del 2017 riceve una telefonata da parte di Don Airey, tastierista dei Deep Purple, che lo invita a suonare nella sua band. Frank vola prima a Londra per le prove e poi a Francoforte per i concerti, nei quali viene presentato il lungo percorso artistico della star inglese.
Nel maggio del 2018 realizza per la Cimbarecord un videoclip per la pace nel mondo insieme all'atleta Fiona May.
Nello stesso anno scrive un brano intitolato "Colpo di fulmine" insieme al celebre regista Saverio Marconi.
Nel 2019 effettua una serie di concerti in Giappone  insieme ad Alphonso Johnson e Senri Kawaguchi con tappe a Sendai, Nagoya, Osaka, Hiroshima, Hakata, Okayama, Kyoto, Hamamatsu, e due volte a Tokyo.
Dal settembre del 2022 tiene lezioni di musica al “Nelio Biondi" di Camerino, Istituto musicale convenzionato con il Conservatorio “G.B. Pergolesi” di Fermo, nelle aule dell'Accademia della musica donata dall’Andrea Bocelli Foundation.

Nel febbraio del 2023 incide un brano con Irene Grandi per l'etichetta discografica Cimbarecord di Alessandro Galassi. Il brano, intitolato "E poi", cantato per la prima volta da Mina nel 1973 e riarrangiato per il cinquantenario, viene pubblicato in un vinile 45 giri.

## Discografia solista
- 2013 - A Big Dream
- 2017 - A Big Dream II

## Libri
Nell'agosto del 2013 esce il suo primo libro “Cronaca d'oro” pubblicato dalla case editrice Simple: la narrazione di un viaggio nel deserto.
Nello stesso anno, le sue poesie sono all'interno della collana Viaggi Di Versi (nuovi poeti contemporanei) pubblicata dalla case editrice Pagine di Elio Pecora.